# Columbia international affairs online
Columbia international affairs online ist ein Fachportal für internationale Beziehungen. Es bietet Zugang zu Zeitschriften (2009:77 Zeitschriften), Büchern, Fallstudien etc.
Es handelt sich um ein kostenpflichtiges Angebot der Columbia University Press, das von in Deutschland wohnhaften Personen über das System der Nationallizenzen kostenlos genutzt werden kann.